# Октябрьская улица (Москва)
Октя́брьская улица (до 1936 года — Александровская улица) — улица в Северо-восточном административном округе города Москвы. Проходит от Институтского переулка до линий Рижской и Соединительной железных дорог (до 7-го проезда Марьиной Рощи). Нумерация домов ведётся от Институтского переулка.

## Описание
Октябрьская улица идёт с юга на север параллельно улице Советской Армии и Шереметьевской улице. Приблизительно посередине пересекается с Сущёвским валом. Также пересекается с Трифоновской улицей, Лазаревским переулком, 3-м и 5-м проездами Марьиной Рощи. На улицу слева выходит Октябрьский переулок и 2-я Ямская улица, справа — 2-й и 6-й проезды Марьиной Рощи.

## Транспорт
На участке за Сущёвским валом по улице осуществляется двустороннее движение, на участке улицы от её начала до Сущёвского вала — одностороннее, в сторону центра (встречный поток идёт по параллельной улице Советской Армии). Общественный транспорт по улице не ходит.

## История
Улица сформировалась в середине XIX века. Название Александровская она получила по Александровскому институту благородных девиц среднего сословия, который был открыт в 1891 году в здании 1811 года постройки, расположенном в самом начале улицы на углу с Новой Божедомкой, современной улицей Достоевского. Ныне в здании расположен Институт туберкулёза.
В 1936 году улица была переименована в Октябрьскую — в честь октябрьской революции. В 2005 году открыта большая транспортная развязка на пересечении Сущёвского вала с Октябрьской и Шереметьевскими улицами.

## Примечательные здания и сооружения

### По нечётной стороне
- № 5, 7, 9 — дореволюционные доходные дома.
- № 59/46 (угол с Сущёвским Валом) — Марьинский универмаг (Марьинский Мосторг), построен в 1929 году в стиле конструктивизма, архитектор К. Н. Яковлев[2].
- № 81 — корпус № 1 школы «Марьина Роща», бывшая школа № 237, построена в 1935 году.
- № 91, корп. 2 — жилой дом. Здесь жил хоккеист Анатолий Фирсов[3].
- № 105 корпус 2 — Академия медиаиндустрии.

### По чётной стороне
- № 2, 6, 18 — дореволюционные доходные дома.
- № 4 — жилой дом постройки 1929 года в стиле конструктивизма.
- № 26/15 (угол с Трифоновской улицей) — дом постройки конца XIX века. В нём размещался кинотеатр «Олимпия», позднее «Коммуна». В октябре 1917 года в здании действовал штаб ревкома Сущёво-Марьинского района, в память об этом установлена мемориальная доска.
- № 38, корпуса 1, 2, 4, 5, 6, 7 — квартал постройки 1926 года.